# Olaf Bodden
Olaf Bodden (Kalkar, 1968. május 4. –) német labdarúgócsatár.